# Горное (озеро, Новая Земля)
Горное — озеро в России, находится на территории городского округа Новая Земля Архангельской области. Площадь поверхности озера — 0,7 км². Площадь его водосборного бассейна — 4,6 км².
Находится на южной оконечности Южного острова Новой Земли в 9,6 километрах к юго-западу от устья реки Ильинка на высоте 32,2 метра над уровнем моря. С севера, запада и юга в озеро впадает по одному небольшому водотоку, из восточной оконечности вытекает безымянная речка — правый приток Ильинки.
Код озера в государственном водном реестре — 03070000111103000031649.